# 도미이 에이지
도미이 에이지(일본어: 富井 英司, 1987년 10월 7일 ~ )는 일본의 전 축구 선수이다.

## 구단 경력
과거 SC 사가미하라, 그루자 모리오카, 후지에다 MYFC에서 활동하였다.